# Ethnisme
 (juillet 2023).
Si vous disposez d'ouvrages ou d'articles de référence ou si vous connaissez des sites web de qualité traitant du thème abordé ici, merci de compléter l'article en donnant les références utiles à sa vérifiabilité et en les liant à la section « Notes et références ».
Ne doit pas être confondu avec nationalisme ethnique, régionalisme ou communautarisme.
La première apparition du mot ethnisme en français est relevée dans Ferdinand de Saussure dans son Cours de linguistique générale en 1916. C'est alors l'équivalent français du Volkstum (littéralement : « ethnité »), notion qui existe depuis le XIXe siècle en Europe centrale et orientale : elle définit la nation comme une communauté linguistique et elle a été l'un des piliers idéologiques du nationalisme romantique et des mouvements unionistes allemand et italien. Dans les années 1950, François Fontan utilise ethnisme pour désigner une théorie politique alors adoptée par une fraction du mouvement occitaniste.

## «L'ethnisme» en tant que théorie politique
François Fontan théorise ce qui est appelé l'ethnisme ou l'humanisme scientifique. Cette pensée politique accorde un rôle historique fondamental aux ethnies, regroupements humains distingués principalement par leur particularité linguistique.
En décryptant les aspects linguistiques, culturels et sociaux en jeu, l'ethnisme tente de définir des clefs de lecture pour tout un ensemble de conflits à travers le monde, comme ceux de l'Afghanistan ou de l'Irak, la guerre civile en Syrie, les guerres de dislocation de la Yougoslavie ou la controverse identitaire en Moldavie. Il vise simultanément à rompre avec toute lecture raciste de ces événements, en montrant que les différences linguistiques et culturelles ne sont pas par elles-mêmes cause de conflits mais uniquement en raison des discriminations économiques, sociales, politiques auxquelles elles donnent lieu.

### Les définitions de la nation
Selon François Fontan, la nation repose sur des facteurs ethniques et linguistique, il note cependant une pluralité de définitions :
- La définition étatiste : elle se contente d'enregistrer et de valoriser les résultats de rapports de force momentanés, c'est-à-dire identifie la nation à l'État. Elle ne repose sur aucune base scientifique, mais seulement sur un fait de domination momentanée que ces conceptions-là tendent à valoriser. Entre également dans cette définition la valorisation d'un État qui n'existe plus actuellement, mais qui a été autrefois, ce qui n'est pas plus scientifique (par exemple, l'idée d'une nation bretonne comprenant Rennes et Nantes, souvenir d'un ancien État breton)[5].
- La définition volontariste : c'est la définition de la philosophie libérale démocratique bourgeoise qui a été exprimée le mieux par Renan : c'est-à-dire, une nation c'est l'ensemble des gens qui veulent vivre ensemble. Cela serait vu comme illusoire dans la mesure où l'on prend la volonté des gens comme quelque chose de non déterminé par des causes objectives, précises, analysables. Les gens seraient animés de cette volonté de vivre ensemble. Fontan voit cette définition comme purement subjective et pré-scientifique[5].
- La définition ethniste : la nation serait l'ensemble des hommes parlant, ou ayant parlé une même langue, c'est-à-dire entre lesquels existe l'intercompréhension provenant de similitudes phonologiques, grammaticales et lexicales, comme le serbo-croate ou les langues tchécoslovaques[3],[6].

Le dernier modèle est parfois nommé « objectif », et les deux deuxième, « subjectif ». Dès lors, certains préféreront faire la distinction entre nation civique et nation ethnique.
Ainsi, la chercheuse latino-américaine Mónica Quijada propose une explication à la dichotomie entre nation ethnique et nation civique. En effet, elle rappelle que, dans la considération de la nation ethnique, le sentiment national est antérieur au sentiment d'État-Nation. Au contraire, dans la conception de la nation civique, l'individu est perçu comme un membre individuel de la nation.

## La langue: indice d'une nation
Fontan considère que la langue indigène est un indice synthétique de l'existence d'une nation.
«  Précisons sur cet indice linguistique. D'abord, il faut bien dire que nous ne l'avons pas adopté comme ça parce qu'il nous plaisait : c'est parce que depuis des siècles il s'est vérifié qu'il était en effet le seul indice permettant de préciser quand et jusqu'où il y a nation.

Nous ne disons pas du tout que la nation se résume à la langue, nous disons que la langue est le seul indice utilisable pratiquement, mais que, en effet, c'est un indice synthétique, et qu'il correspond en plus à des situations de composé racial, d'économie, de psychologie, de caractère national qui ne sont pas très aisément délimitables géographiquement.
Depuis quelques siècles, on constate que cet indice linguistique est valable partout, c'est-à-dire que si en 1800 on avait pris une carte des états d'Europe et une carte des langues, on pouvait prévoir très exactement les 20 états nationaux qui se sont formés depuis ; il n'y avait que 9 états nationaux à l'époque, il y en a maintenant une trentaine. Et la même chose ailleurs dans le monde. Nous avons ainsi un fil conducteur pour les questions de nations que toute l'expérience démontre rigoureusement exact : un fil conducteur pour comprendre et prévoir l'évolution historique en ce qui concerne les nations. Sous réserve de l'anéantissement d'une ethnie par une bombe atomique, bien sûr !
Seule la langue est suffisamment exacte et précise pour être utilisable concrètement pour cette délimitation. Nous ne pouvons absolument pas prévoir à partir de cela les formes que prendra le mouvement de libération nationale, l'époque à laquelle il arrivera, etc., évidemment.

Il faut préciser aussi la notion de langue : une langue, ce n'est pas seulement une langue déjà strictement unifiée, c'est pour la plupart des nations indépendantes un ensemble de dialectes étroitement apparentés et plus ou moins intercompréhensibles. Pour une classification stricte, on se réfère aux linguistes spécialistes de chaque langue (ou groupe de langues). Et toujours on prend évidemment en considération la langue indigène : il y en a un peu moins de 200 dans le monde, il n'y en a pas des milliers comme on le dit parfois (seulement, dans ces cas-là, on considère comme des langues toutes les nuances dialectales de chaque tribu africaine...).  »
— François Fontan,  Les principes de l'ethnisme par François Fontan.

Pour Fontan, la langue reste un marqueur attestant de l'existence d'une nation tant que l'usage de cette langue se maintient en un endroit. Si elle n'a plus d'existence et a disparu de la conscience des hommes, alors cela signifie que l'assimilation d'un groupe humain à une autre Nation est définitive. Il cite les revendications pour réutiliser les noms de lieux rhéto-romans dans le Land du Voralberg en Autriche alors que la langue y a disparu depuis plus d'un millénaire mais a trouvé un nouveau souffle en Suisse.

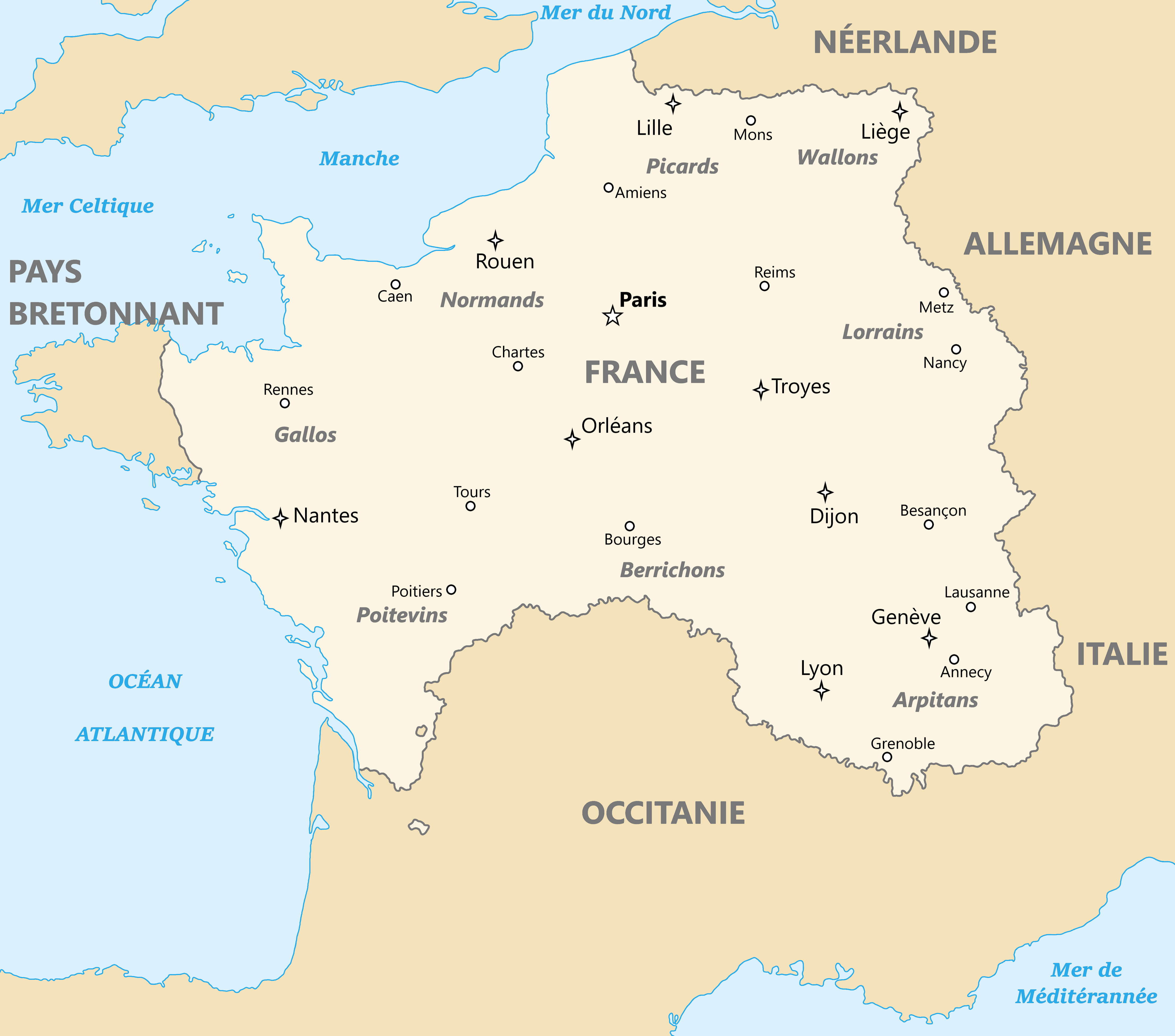
La nation française d'après les travaux de Jean-Louis Veyrac[10].

## Ethnisme et politique
Dans de nombreux pays, des partis ethniques sont représentés dans les parlements nationaux et dans diverses autres assemblées élues, pour les plus anciens depuis la fin du XIXe siècle. Il s'agit de partis visant à représenter, dans une entité politique donnée, les intérêts d'une minorité ethnique ou de plusieurs (Fédération des électeurs du Schleswig du Sud des Danois et Frisons d'Allemagne, Südtiroler Volkspartei des germanophones du Tyrol du Sud en Italie, des Roms en Roumanie ou de minorités similaires, comme les intouchables ou les castes inférieures en Inde).
Ces partis ethniques, non « ethnistes » ou « ethnicistes », sont parfois affiliés à des internationales, notamment libérale (Mouvement des droits et libertés des Turcs de Bulgarie, Svenska Folkpartiet des Suédois de Finlande) et socialiste (Social Democratic and Labour Party des Irlandais d'Irlande du Nord, Bund travailliste juif).
Ce mot polysémique, parfois confondu en français avec l'ethnicisme et/ou le nationalisme ethnique, le régionalisme ou encore le communautarisme, n'a été que peu repris par les sciences humaines ou dans le langage courant.

### Pour approfondir
- Ethnocentrisme
- Ethnie, Peuple, Nation
- Ethnonyme (Endonymie, Autoethnonyme, Exonymie)
- Ethnogenèse, Ethnocide, Ethnohistoire
- Parti politique ethnique
- Communautarisme identitaire
- Nationalisme
- Protochronisme